# 코트니 프리릭스
코트니 프리릭스(영어: Courtney Frerichs, 1993년 1월 18일~)는 미국의 육상 선수로 주 종목은 장애물 경주이다. 2020년 하계 올림픽 여자 3000m 장애물 종목에서 은메달을 획득했으며 세계 선수권 대회에서 은메달 1개를 획득했다.